# Ebro S400
L'Ebro S400 és un vehicle compacte (segment B) produït pel fabricant d'automòbils EV Motors. És el vehicle més petit de la marca situat per sota de l'Ebro S700 i l'Ebro S800.
Es preveu que es fabriqui a la planta d'EV Motors de la Zona Franca de Barcelona (antiga Nissan) a partir del juny de 2025. El model es va presentar el 9 de maig de 2025 al Saló de l'Automòbil de Barcelona.